# Szewce (gmina Kleszczewo)
Szewce – wieś w Polsce położona w województwie wielkopolskim, w powiecie poznańskim, w gminie Kleszczewo.
Wieś duchowna, własność prepozyta kapituły katedralnej poznańskiej, pod koniec XVI wieku leżała w powiecie poznańskim  województwa poznańskiego. W latach 1975–1998 miejscowość należała administracyjnie do województwa poznańskiego.

## Historia
W 1903 roku zbudowano odcinek Szewce – Gowarzewo Średzkiej Kolei Powiatowej. W związku z koleją wąskotorową, w Szewcach istniała ładownia kolejowa. Odcinek zlikwidowano w latach 1952-1954 w ramach szerszej reorganizacji wszystkich wąskotorówek PKP i zmniejszenia rozstawu szyn.
W 2014 roku wyodrębniono sołectwo Szewce. W 2024 roku rozpoczęto przyłączanie wsi do systemu kanalizacji.

## Transport
Przez wieś nie biegną obecnie żadne drogi publiczne zaliczane do kategorii wojewódzkiej, lub wyższej, ani żadne trasy kolejowe. Gmina Kleszczewo zapewnia komunikację autobusową linii 432.